# أليس زيمرن
أليس زيمرن (بالإنجليزية: Alice Zimmern)‏ (22 سبتمبر 1855 – 22 مارس 1939) كاتبة إنجليزية ومترجمة، ومنادية بحقّ المرأة في الاقتراع، قدمت كتبها مساهمة كبيرة في الحوار حول تعليم وحقوق المرأة.

## نشأتها وتعليمها
وُلدت زيمرن في نوتنغهام، وهي الابنة الأصغر بين الأطفال الثلاثة لتاجر الدنتيل والمهاجر الألماني هيرمان ثيودور زيمرن، وزوجته أنطونيا ماري ثيريز ريجينا زيمرن. تعاونت أليس مع أختها الكبرى في العمل على جزئين من المختارات المترجمة من الروايات الأوروبية (في 1880 و1884م). وتجمعها قرابة مع الباحث والعالم السياسيّ غرف ألفريد إيكهارد. 
تعلمت أليس في مدرسة خاصة وفي كلية بيدفورد في لندن قبل دخولها كلية جيرتون في كامبريدج في عام 1881 لقراءة الأدب والدراسات القديمة. وفي الفترة 1888-1894، درست في مدارس البنات الإنجليزية، ومن ضمنها مدرسة تونبريج ويلز الثانوية (1888-1891).

## حياتها المهنيّة
أثناء تدريسها، أصدرت زيمرن طبعة مدرسية من كتاب التأملات لماركوس أوريليوس في عام 1887 وترجمة لكتاب هوغو بلومنر «الحياة المنزلية لليونانيين القدماء» (1893)، وترجمة لكتاب فرفوريوس: الفيلسوف لزوجته مارسيلا (1896). ألفت فيما بعد كُتبًا للأطفال حول اليونان القديمة (تاريخ اليونان للقراء الشباب، 1895، حكايات قديمة من اليونان، 1897) وروما (حكايات قديمة من روما، 1906)، وأعيد طبعها جميعًا عدة مرات. وأشاد أولياء الأمور بكتابها «التاريخ اليوناني للقراء الشباب» بعد ست سنوات. في عام 1893، حصلت مع أربعة آخرين على منحة جيلكريست لدراسة نظام التعليم الأمريكي. وكان ذلك وراء تأليفها لكتاب «أساليب التعليم في أمريكا» (1894)، والذي أثنت فيه على طلبة المدارس الأمريكية وحماسهم للأدب الإنجليزي القديم، ولكنها لاحظت أن أعمالهم الكتابية وكذلك كتبهم المدرسية ذات مستوى ضعيف وأن تعليم التاريخ الأميركي يتسم بالوطنية المفرطة.
توقفت زيمرن عن التدريس في المدارس في عام 1894، لكنها استمرت في تدريس الكلاسيكيات والأدبيات القديمة لطلاب القطاع الخاص. وكتبت بشكل منتظمٍ مقالاتٍ في المجلات حول التعليم المقارن وتعليم النساء. رأى كتابها «حق المرأة في الاقتراع في العديد من الأراضي» (1909) النّور بالتزامن مع المؤتمر الرابع للتحالف الدولي لحق المرأة في التصويت. وقدم هذا الكتاب مع كتاب آخر لها بعنوان «تعليم النهضة لتعليم الفتيات (1898)» مساهمات كبيرة في النقاش حول تعليم وحقوق المرأة في زمنها. في حين أن معظم حججها وآرائها مُعتدلة وواقعية، فإنها تعترف بأن التكتيكات النضاليّة البريطانية المنادية بحق المرأة في الاقتراع فعالة في جعل حق المرأة في التصويت «مسألة اليوم».
أجرت زيمرن العديد من أبحاثها في قاعة القراءة في المتحف البريطاني، حيث انخرطت بالعديد من المناديات بحق المرأة في الاقتراع مثل إديث بلاند، وإليانور ماركس ووبيتريس بوتر. من الأعمال أخرى لزيمرن "الحركة الدولية لحق المرأة في الاقتراع (1912)، وآلهة وأبطال الشمال (1907).
أقامت زيمرن في هامبستيد في سنواتها الأخيرة، وظلّت مهتمة بحقوق المرأة والسلم، وواصلت استضافة العديد من الزوار من الخارج. كان عملها الأخير ترجمة لأصول الحرب (1917) من تأليف تاكي ايونيسكو، توفيت في منزلها في لندن في 22 مارس 1939.